# Liste der Baudenkmäler in Eslarn

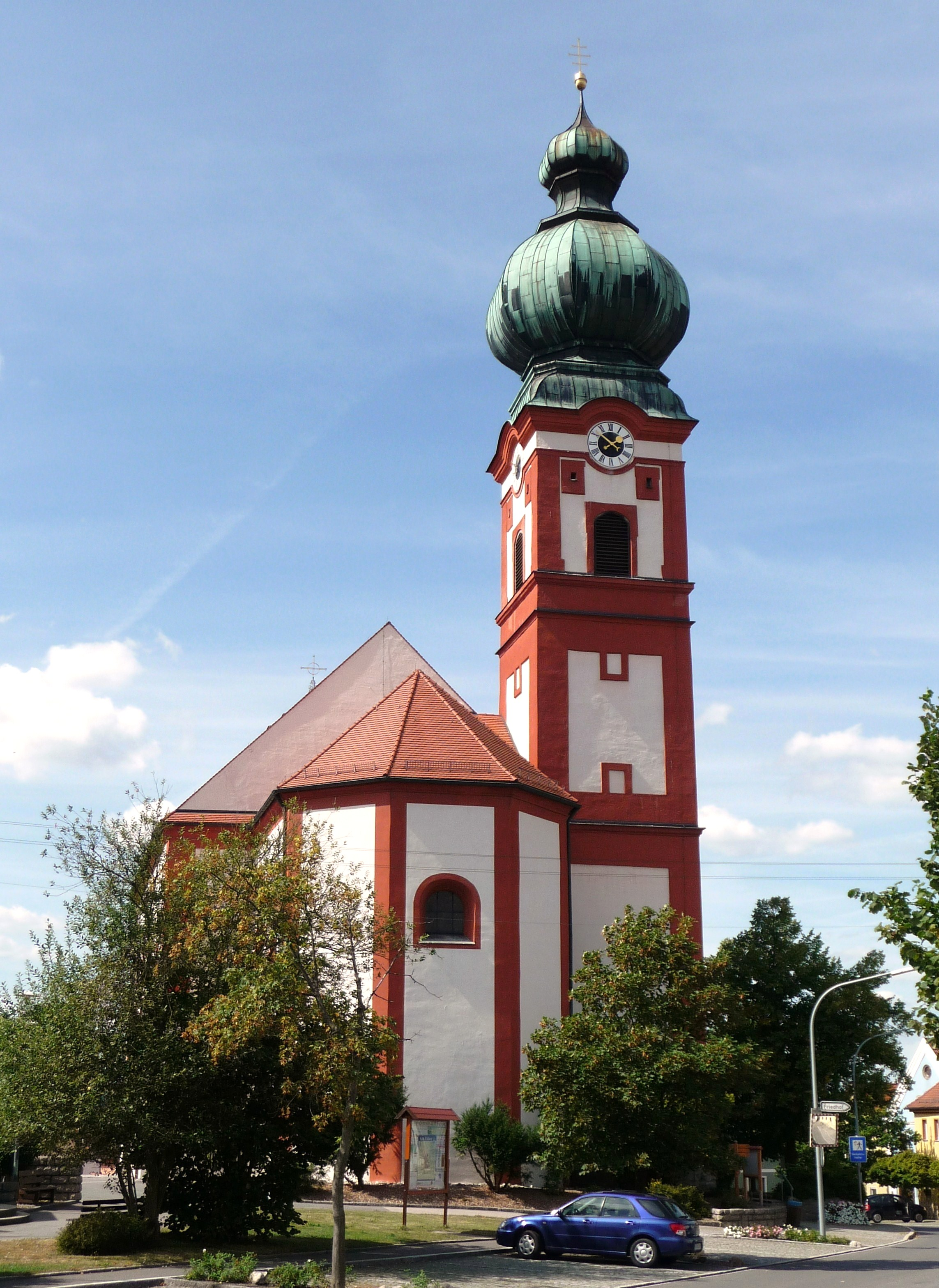
Pfarrkirche von Eslarn

Auf dieser Seite sind die Baudenkmäler in dem Oberpfälzer Markt Eslarn zusammengestellt. Diese Tabelle ist eine Teilliste der Liste der Baudenkmäler in Bayern. Grundlage ist die Bayerische Denkmalliste, die auf Basis des Bayerischen Denkmalschutzgesetzes vom 1. Oktober 1973 erstmals erstellt wurde und seither durch das Bayerische Landesamt für Denkmalpflege geführt wird. Die folgenden Angaben ersetzen nicht die rechtsverbindliche Auskunft der Denkmalschutzbehörde.

## Baudenkmäler nach Ortsteilen

### Eslarn
| Lage                                                                             | Objekt | Beschreibung | Akten-Nr.              | Bild           |
| -------------------------------------------------------------------------------- | --- | --- | ---------------------- | -------------- |
| Am Knöchel (Standort)                                                            | Wegkreuz | Gusseisenkruzifix auf neugotischem Granitsockel, bezeichnet mit „1888“. | D-3-74-118-26          | BW             |
| Böhmer Straßfelder (Standort)                                                    | Wegkreuz | Gusseisenkruzifix mit trauernder Muttergottes auf gestuftem Granitsockel, Ende 19. Jahrhundert. | D-3-74-118-8 Wikidata  | Wegkreuz       |
| Böhmer Straßfelder, an der Böhmer Straße links in der Teufelsteinflur (Standort) | Wegkreuz | Spätes 19. Jahrhundert. | D-3-74-118-9 Wikidata  | Wegkreuz       |
| Brennerstraße 30; 28 (Standort)                                                  | Kommunbrauhaus | Dreigeschossiger traufständiger Flachsatteldachbau, mit Anbauten nach Westen und Süden, Schornstein auf seitlich versetztem Baukörper, 1900; mit Ausstattung; Lagerhalle, eingeschossiger traufständiger Satteldachbau mit Granitgewänden, gleichzeitig.                        | D-3-74-118-19 Wikidata | weitere Bilder |
| Büchelberger Straße 2 (Standort)                                                 | Hakenhof | Bauernhaus, eingeschossiger Schopfwalmdachbau, hofseitig als Greddach ausgebildet, Blockbau, zum Teil verschindelt, 18./Anfang 19. Jahrhundert; Stallstadel, eingeschossiger Satteldachbau, Holzständerwerk mit Verbretterung, mittlerer Stallteil Bruchstein, 19. Jahrhundert. | D-3-74-118-3 Wikidata  | weitere Bilder |
| Bühl (Standort)                                                                  | Wegkreuz | Gusseisenkruzifix auf Granitsockel mit Blendmaßwerk, Ende 19. Jahrhundert. | D-3-74-118-12 Wikidata | Wegkreuz       |
| Nähe Buschstraße (Standort)                                                      | Wegkreuz | Gusseisenkruzifix mit Schrifttafel und trauernder Muttergottes auf profiliertem Granitsockel, bezeichnet mit „1911“. | D-3-74-118-25          | BW             |
| Friedhofstraße 4; 6 (Standort)                                                   | Katholische Friedhofskapelle St. Sebastian                                                                                                  | Saalbau mit Walmdach, dreiseitig geschlossen, Vorhalle nach Nordwesten mit Dachreiter, 1920; mit Ausstattung; Friedhofsmauer, Granitbruchstein, wohl gleichzeitig; Friedhofskreuz, Gusseisenkruzifix, Figur farbig gefasst, auf flachem Granitsockel, um 1900.                  | D-3-74-118-1 Wikidata  | weitere Bilder |
| Hasenbühlstraße (Standort)                                                       | Wegkreuz | Gusseisenkruzifix auf profiliertem Granitsockel mit Deckplatte und Inschrift, bezeichnet mit „1858“. | D-3-74-118-7 Wikidata  | Wegkreuz       |
| Hasenbühlstraße (Standort)                                                       | Wegkreuz | Gusseisenkruzifix auf geböschtem Granitsockel mit Palmettenbekrönung, Ende 19. Jahrhundert. | D-3-74-118-27          | BW             |
| Kapellenstraße 29 (Standort)                                                     | Wegkapelle | Satteldachbau mit Lisenengliederung, halbrund geschlossen, Dachreiter mit Pyramidendach, 18./Anfang 19. Jahrhundert; mit Ausstattung. | D-3-74-118-24          | BW             |
| Marktplatz 1 (Standort)                                                          | Rathaus | Zweigeschossiger traufständiger Flachsatteldachbau, Dach nach Westen abgewalmt, Fenster und Tor mit Graniteinfassungen, letztes Viertel 19. Jahrhundert, im Kern älter, Wappentafel bezeichnet mit „1607“.                                                                      | D-3-74-118-4 Wikidata  | Rathaus        |
| Marktplatz 4 (Standort)                                                          | Katholische Pfarrkirche Mariä Himmelfahrt                                                                                                   | Wandpfeilerkirche mit Steildach und eingezogenem, fünfseitig geschlossenem Chor, Flankenturm mit Zwiebelhaube und Laterne, Portale bezeichnet mit „1685“, „1719“ und „1722“, nach Brand 1895 Erweiterung um Vorhalle nach Westen und Erneuerung des Turmes; mit Ausstattung.    | D-3-74-118-5 Wikidata  | weitere Bilder |
| Nähe Schloßbergweg (Standort)                                                    | Kruzifix | Gusseisenkruzifix auf flachem Granitsockel, um 1900. | D-3-74-118-23 Wikidata | weitere Bilder |
| Schloßtalweg (Standort)                                                          | Bildstock | Schlanker Granitschaft auf Postament, Laterne allseitig mit Bildfeldern, Granit, bezeichnet mit „1779“, Gusseisenkruzifix 19. Jahrhundert. | D-3-74-118-10 Wikidata | weitere Bilder |
| Tillyplatz (Standort)                                                            | Kriegerdenkmal für die Gefallenen der Kriege von 1866 und 1870/71, sowie gemäß Stelenaufschrift für die Gefallenen und Vermissten 1944-1945 | Skulptur Soldat mit Schwert und Fahne auf reliefiertem Postament, Granit, 1914. | D-3-74-118-6 Wikidata  | weitere Bilder |
| Trift (Standort)                                                                 | Wegkreuz | Gusseisenkruzifix auf Granitsockel mit Blendmaßwerk, bezeichnet mit „1888“. | D-3-74-118-16 Wikidata | Wegkreuz       |

### Heckermühle
| Lage                     | Objekt    | Beschreibung                                                                                    | Akten-Nr.              | Bild      |
| ------------------------ | --------- | ----------------------------------------------------------------------------------------------- | ---------------------- | --------- |
| Heckermühle 1 (Standort) | Bildstock | Granitschaft, Laterne mit spitzbogig geschlossenem Bildfeld, darauf Gusseisenkruzifix, um 1900. | D-3-74-118-11 Wikidata | Bildstock |

### Putzhof
| Lage                    | Objekt   | Beschreibung                                                           | Akten-Nr.              | Bild     |
| ----------------------- | -------- | ---------------------------------------------------------------------- | ---------------------- | -------- |
| In der Point (Standort) | Kruzifix | Holz, farbig gefasst, mit Mater Dolorosa, um 1800, Holzkreuz erneuert. | D-3-74-118-17 Wikidata | Kruzifix |

### Roßtränk
| Lage                | Objekt   | Beschreibung | Akten-Nr.     | Bild |
| ------------------- | -------- | --- | ------------- | ---- |
| Schindel (Standort) | Wegkreuz | Gusseisenkruzifix mit trauernder Muttergottes, auf geböschtem Granitsockel mit Palmettenabschluss, bezeichnet mit „1861“. | D-3-74-118-28 | BW   |

### Zankeltrad
| Lage                                     | Objekt    | Beschreibung | Akten-Nr.              | Bild      |
| ---------------------------------------- | --------- | --- | ---------------------- | --------- |
| Staatsstraße 2154; Zankeltrad (Standort) | Bildstock | Granitpfeiler auf Postament, Laterne mit rundbogig geschlossenem Bildfeld, um 1900.                                       | D-3-74-118-15 Wikidata | Bildstock |
| Zankeltrad (Standort)                    | Wegkreuz  | Gusseisenkruzifix mit trauernder Muttergottes, auf profiliertem Granitsockel mit Palmettenaufsatz, bezeichnet mit „1888“. | D-3-74-118-14 Wikidata | Wegkreuz  |

## Ehemalige Baudenkmäler
In diesem Abschnitt sind Objekte aufgeführt, die früher einmal in der Denkmalliste eingetragen waren, jetzt aber nicht mehr. Objekte, die in anderem Zusammenhang – also z. B. als Teil eines Baudenkmals – weiter eingetragen sind, sollen hier nicht aufgeführt werden. Aktennummern in diesem Abschnitt sind ehemalige, jetzt nicht mehr gültige Aktennummern.

| Lage                                       | Objekt    | Beschreibung | Akten-Nr.              | Bild      |
| ------------------------------------------ | --------- | --- | ---------------------- | --------- |
| Eslarn Büchelberger Straße 1 (Standort)    | Friedhof  | Grabdenkmäler 19./20. Jahrhundert, gusseisernes Friedhofskreuz um 1900. Friedhofskreuz nun zu D-3-74-118-1 gehörend.        | D-3-74-118-2 Wikidata  | Friedhof  |
| Pflugsbühl Roßtränker Straße 17 (Standort) | Bildstock | Granitschaft, profilierte Laterne mit rechteckigem Bildfeld, bezeichnet mit „1792“, Gusseisenkruzifix wohl 20. Jahrhundert. | D-3-74-118-13 Wikidata | Bildstock |